# ناحیه گارفیلد، شهرستان مکیناک، میشیگان
ناحیه گارفیلد (به انگلیسی: Garfield Township) یک منطقهٔ مسکونی در ایالات متحده آمریکا است که در شهرستان مکیناک، میشیگان واقع شده‌است.
 ناحیه گارفیلد ۳۵۵٫۸ کیلومتر مربع مساحت و ۱٬۱۴۶ نفر جمعیت دارد و ۲۰۲ متر بالاتر از سطح دریا واقع شده‌است.